# Завельский, Юрий Владимирович
Ю́рий Влади́мирович Заве́льский (15 июня 1927, Харьков, УССР — 8 мая 2021) — советский и российский педагог, народный учитель Российской Федерации (2014), основатель и первый директор Московской гимназии на Юго-Западе № 1543.

## Биография
Родился 15 июня 1927 в Харькове. В начале Великой Отечественной войны был с родителями — экономистом Вольфом Израилевичем Завельским (1902—?) и бухгалтером Ниной Абрамовной Завельской (1905—?) — эвакуирован в Новосибирск, работал на оборонном заводе. В Москве экстерном сдал экзамены за три последних класса средней школы. Окончил географический факультет МГУ.
С детства увлекался искусством, в особенности театром:

Я бы отдал сейчас многое, чтобы ещё раз увидеть Качалова в Ибсеновском Бранде, Бароне, от автора в «Воскресении». Или Москвина — в Царе Фёдоре или Хлынове в «Горячем сердце», Книппер-Чехову в графине Чарской, Алису Коонен в «Мадам Бовари» и «Адриене Лекуврер», Массальского-Джингля в «Пиквикском клубе», Яншина-Маргаритова — («Поздняя любовь»), тургеневского — «Нахлебника», Остужева — Отелло, Рыжову — старую няньку Фелицату («Правда хорошо, а счастье лучше»), Тарасову — Негину, Юлию Тугину («Последняя жертва»), Арбузовскую Таню — Бабановой, Степанову — Бетси, Хмелева — Каренина, Берсенева и Гиацинтову в Ибсеновской «Норе». Да разве всё перечислишь! Сирано де Бержерак с Мансуровой и Рубеном Симоновым в Вахтанговском театре смотрел бессчётное количество раз, и всякий раз смеялся, радовался и плакал.

Педагогическую деятельность начал в школе села Большая Даниловка Харьковской области, где проработал в течение пяти лет, занимал должность завуча. С 1955 — преподаватель средней школы № 37 Фрунзенского района Москвы, затем преподавал в московских средних школах № 589 (на Усачёвке) и № 194 (на улице Дружбы). Был заведующим методическим кабинетом, завучем, заведующим РОНО, откуда ушёл директором в школу, так как не испытывал склонности к административной работе вне школы. Считал, что работа директора школы требует «эрудиции Аскадии, красоты Афродиты, выносливости Геракла, бескорыстия святой Клары и финансового гения Генри Форда».

### Основатель гимназии
В 1975 стал директором только что открытой школы № 43 (в настоящее время — Московская школа на Юго-Западе № 1543). Преподавал в ней географию и астрономию. Школа официально получила статус гимназии в марте 1994 (с 1991 была экспериментальной гимназией). Оставался директором гимназии до 2018 года.
Совместно с рядом других московских педагогов награждён премией Президента Российской Федерации в области образования за 1999 за создание практической модели региональной системы разработки и издания учебно-методических средств для обеспечения функционирования и развития образования в Москве.

В январе 2003 в одном из интервью так описывал историю создания гимназии: 

История такова — сначала в 1986 году в 43 школу пришёл Борис Петрович Гейдман. Мне тогда нужен был учитель математики, я нашёл его через своих знакомых. И когда пришёл Борис Петрович, я через какое-то время понял, что это — тот учитель, который способен дать детям не то обычное, традиционное математическое образование, которое давали тогда все школы, даже в хорошем исполнении, но и дать образование повышенного уровня. И тогда мы открыли первый класс с углублённым изучением математики, в который Борис Петрович набирал учеников для себя сам. Так появились математические классы. А потом, когда возникла гимназия, наряду с математическими появились классы гуманитарные. Потом пришёл Сергей Менделевич Глаголев, я его взял специально для того, чтобы он мне помог организовать биологический профиль — так образовались три профиля, которые работают у нас до сегодняшнего дня. Плюс физико-химический профиль, который мы открыли в позапрошлом году.

## Награды и звания
- Орден Дружбы (6 октября 1997 года) — за большой вклад в укрепление экономики, развитие социальной сферы и в связи с 850-летием основания Москвы[6].
- Народный учитель Российской Федерации (29 сентября 2014 года) — за заслуги в области образования и многолетнюю плодотворную работу[7].
- Заслуженный учитель школы РСФСР (1981 год)[8].
- Премия Президента Российской Федерации в области образования за 1999 год (30 сентября 2000 года) — за создание практической модели региональной системы разработки и издания учебно-методических средств для обеспечения функционирования и развития образования в г. Москве[9].